# Michel Bernard (athlétisme)
Pour les articles homonymes, voir Bernard et Michel Bernard.
Michel Bernard, né le 31 décembre 1931 à Sepmeries (Nord) et mort le 14 février 2019 à Anzin (Nord), est un athlète français spécialiste de courses de demi-fond et de fond. Il est finaliste olympique à trois reprises en 1960 et 1964.

## Biographie
Michel Bernard naît le 31 décembre 1931 à Sepmeries, village agricole du Valenciennois. Son père, Pierre Bernard, était maréchal-ferrant et sa mère tenait une quincaillerie. Au début de la Seconde Guerre mondiale, son père meurt au front et sa mère l'élève seule ainsi que sa jeune sœur.
À seize ans, il commence à travailler comme manœuvre à l'usine Escaut-et-Meuse d'Anzin, à onze kilomètres de Sepmeries. Il entre l'année suivante au centre d'apprentissage de l'usine, pour préparer un certificat d'aptitude professionnelle (CAP) d'ajusteur et c'est là qu'il découvre la pratique du sport. Il dispute ses premières courses de cross-country dans des épreuves inter-usines. Il commence alors à courir régulièrement, malgré les réticences de sa mère qui craignait pour sa santé.
Il remporte ses premières victoires importantes en 1949 et 1950, où il devient champion de France junior.
En 1953, après son service militaire à Haguenau, il recommence à s'entraîner pour perdre l'embonpoint accumulé pendant ces 18 mois et reprendre la compétition. En 1954, d'abord champion du Nord du 1 500 mètres, il gagne le titre de champion des Flandres devant Objoie mais celui-ci le bat au championnat de France. Sa popularité naît alors dans le Nord de la France et s'amplifie les années suivantes.
En 1955, il devient champion de France du 1 500 métres et intègre l'équipe de France. Il n'est pas sélectionné pour les Jeux olympiques de Melbourne, ce qu'il vit très mal à l'époque, il en parle comme d'un « coup de poignard ». Son grand rival de l'époque est Michel Jazy : issu également d'un milieu populaire du Nord de la France, Jazy, aidé par le journal L'Équipe et bénéficiant de facilités pour s'entraîner, est sélectionné, tandis que Michel Bernard, travaillant toujours en 2 × 8, s'entraîne après sa journée de travail et prend 3 mois de congés sans solde pour préparer les Jeux olympiques de Rome. Chacune de leurs remarques était relayée et amplifiée par la presse. Il devient cependant l'ami de Michel Jazy après avoir été son rival national (à l'époque les deux hommes ne se parlaient pas, s'ignoraient presque) durant le début des années 1960 du 1 500 au 5 000 mètres.
En 1959, il fonde l'Association Sportive Anzin Athlétisme.
En 1975, il publie La rage de courir aux éditions Calmann-Lévy et est président de la Fédération française d'athlétisme de 1985 à 1987.
Investi dans la vie politique de sa ville résidentielle, il est un temps adjoint aux sports de la ville d'Anzin, il crée, en 2001, l'association « Anzin pour tous ».
Il meurt à Anzin dans la nuit du 13 au 14 février 2019 à l'âge de 87 ans,.

### Famille
En 1960, Michel Bernard fait la connaissance de Chantal Baratte, une jeune athlète dont il prend en charge l’entraînement. Il l'épouse le 27 novembre 1961 . Ils ont eu trois enfants : un fils, Pierre-Michel, en 1963 et deux filles : Sandrine en 1964 et Cathy en 1965. 
Son fils, Pierre-Michel Bernard, est élu maire d'Anzin en 2008.

## Carrière sportive
- Soixante-sept sélections en Équipe de France A

## Palmarès

### Jeux olympiques d'été
- Jeux olympiques de 1960 à Rome
  - 7e du 1 500 m,
  - 7e du 5 000 m.
- Jeux olympiques de 1964 à Tokyo
  - 7e du 1 500 m.

### Championnats d'Europe
- 9e du 5 000 m en 1958 à Stockholm.
- 5e du 5 000 m en 1962 à Belgrade.

### Championnats de France d'athlétisme
- champion de France du 1 500 m en 1955 et 1959.
- champion de France du 5 000 m en 1958, 1959, 1960 et 1962.
- champion de France du 10 000 mètres en 1961, 1964 et 1965.
- champion de France de cross-country en 1958, 1960 et 1961.

### Autres
- Quinze fois champion régional de cross-country.
- Champion d'Angleterre du mile en 1961 à Londres.
- Champion des États-Unis du 3 miles en 1963 à New-York.
- Vainqueur du 1 500 m de la rencontre amicale France-Finlande en 1964 à Colombes.

### Records
- Codétenteur du record du monde au relais 4 × 1 500 m en 1961, en 15 min 4 s 2 (avec Michel Jazy, Jean Clausse et Robert Bogey, à Versailles).
- Détenteur du record de France du 2 000 m en 1961, en 5 min 4 s.
- Détenteur du record de France du 3 000 m en 1957 et 1960 en 7 min 57 s.
- Détenteur du record de France en salle du 3 000 m en 1966 en 8 min 5 s 8.
- Détenteur du record de France du 2 miles en 1960, en 8 min 37 s.
- Détenteur du record de France en salle du 2 miles en 1963, en 8 min 41 s 4.
- Détenteur du record de France du 5 000 m en 13 min 50 s 1.
- Détenteur du record d'Europe en salle du 2 et 3 miles à New-York en 1963.

## Distinctions et décorations
- Chevalier de la Légion d'honneur le 11 mai 1991,
- Officier de la Légion d'honneur le 11 avril 2001.
- Commandeur de l'ordre du Mérite sportif‎ à titre exceptionnel (1960)[11]